# Fredrik Persson (Eishockeyspieler)
Fredrik Persson (* 2. November 1981 in Bollnäs) ist ein ehemaliger schwedischer Eishockeyspieler, der unter anderem beim Rögle BK in der HockeyAllsvenskan und beim HC Pustertal aus der italienischen Serie A1 aktiv war.

## Karriere
Fredrik Persson begann seine Karriere als Eishockeyspieler bei Alfta GIF. 1999 wechselte er von dort zu Färjestad BK, wo er für die U20-Mannschaft verteidigte. Im Jahre 2000 wechselte er zum Ligakonkurrenten Brynäs IF und spielte dort wiederum in der Jugendmannschaft. In der gleichen Saison kam Persson zu 25 Einsätzen bei Tierp HK in der schwedischen Allsvenskan. Im Sommer 2001 unterzeichnete er einen Vertrag bei Tingsryds AIF, bevor er vor der Saison 2002/03 für zwei Jahre bei Nybro Vikings IF einen Vertrag unterzeichnete. 2004 wechselte er zum schwedischen Verein Rögle BK, wo er schließlich vier Saisonen die Abwehrarbeit erledigte. In Rögle kam er neben zahlreichen Einsätzen in der Allsvenskan auch zu einigen wiederum in der U20 Jugendmannschaft des Vereins. Im Jahre 2008 wagte er den Schritt in den Süden und unterschrieb beim deutschen Drittligisten ESC Halle 04. Bereits nach acht Pflichtspielen verließ er den Verein, da er für die Liga als überqualifiziert galt. Noch im gleichen Jahr fand er einen neuen Arbeitgeber. Er unterschrieb beim dänischen Verein AaB Ishockey. Nach einer guten regulären Meisterschaft und sehr guten Play-offs wurde sein Vertrag im Sommer 2009 für ein weiteres Jahr verlängert. Im Juli 2010 unterzeichnete er einen einjährigen Vertrag beim HC Pustertal aus der italienischen Serie A1. Im Frühsommer 2011 verlängerte er im Pustertal seinen Vertrag für ein weiteres Jahr.

## Erfolge und Auszeichnungen
- 2007/08 Promotion von der Allsvenskan in die Elitserien
- 2011 Sieger Coppa Italia mit dem HC Pustertal
- 2011 Vizemeister der Serie A1 mit dem HC Pustertal